# 许连捷
许连捷（1953年6月—2025年4月17日），汉族，福建晉江人，中华人民共和国民营企业家，恒安集团创始人。

## 生平
出生于福建晉江安海鎮後林村。担任全国工商联副主席、福建省工商联副主席、泉州市政协副主席、恒安集團副主席。2008年，当选第十一届全国政协委员、，代表中华全国工商业联合会，分入第二十一组。
2025年4月17日16时50分逝世。

### 事業
除了香港上市公司恒安國際丶亲亲食品，许氏家族的连捷投资集团、安腾集团有限公司投資酒店资产，并涉足食品、服装生产、能源丶電商丶房地產開發、金融、科技丶醫藥丶風投、私募股權投資、貿易丶銀行、水电等基础设施行业等項目參股投資